# Архивное дело на Украине
Архивное дело на Украине — специфическая отрасль государственной деятельности, охватывающая политические, правовые и другие научные вопросы вопросы работы архивных институтов (архивный менеджмент, принципы отбора, формирования и использование архивного фонда, технологии хранения документов на разных носителях и т. п.).

## История
От основания первых архивов до современности архивное дело на Украине прошло сложный путь становления и развития.
Для обобщения почти столетнего опыта деятельности архивных учреждений и дальнейшего исследования проблем архивного строительства в стране, демократизации архивного дела в 1994 году был основан Украинский государственный НИИ архивного дела и документоведения. Отдельные вопросы по архивному делу, архивоведению и смежных отраслей специальных исторических дисциплин решают Институт украинской археографии и источниковедения имени М. С. Грушевского НАН Украины, Институты рукописи и архивоведения НБУВ, кафедра архивоведения и специальных отраслей исторической науки Киевского университета.
Вопросы истории, теории, практики и перспективы развития архивного дела отображены в ряде работ, вышедших в печать в последнее время. Это — «Национальная архивная информационная система „Архивная и рукописная Украиника“» (Киев, 1996), «Студии по архивному делу и документоведению: Ежегодник» (Киев, 1996), «Архивистика: терминологический словарь» (Киев, 1998), «Архивное и библиотечное дело украинского периода Освободительной борьбы (1917—1921)» (Киев, 1998), «Источниковедение истории Украины: Справочник» (Киев, 1998), а также в сборниках материалов научно-практических конференций, разнообразных указателях, многочисленных методических рекомендациях и т. д. Рубежным в работе архивных институтов и последующих разработок в области архивного дела стало принятие Закона Украины «О Национальном архивном фонде и архивных учреждениях» (1993).